# Новоагбязово
Новоагбя́зово (рос. Новоагбязово, башк. Яңы Әғбәз) — присілок у складі Бакалинського району Башкортостану, Росія. Входить до складу Старошарашлинської сільської ради.
Населення — 197 осіб (2010; 225 у 2002).
Національний склад:
- татари — 89 %